# 平塘県
平塘県（へいとう-けん、拼音:  Píngtáng Xiàn）は中華人民共和国貴州省黔南プイ族ミャオ族自治州に位置する県。

## 歴史
1941年に平舟、大塘二県を合併し平塘県が成立する。

## 行政区画
下部に1街道、9鎮、1民族郷を管轄する。
- 街道
  - 金盆街道

- 鎮
  - 平舟鎮、牙舟鎮、通州鎮、大塘鎮、掌布鎮、克度鎮、塘辺鎮、者密鎮、甲茶鎮
- 民族郷
  - 卡蒲マオナン族郷

## 施設
- 500メートル球面電波望遠鏡 - 平塘県にある世界最大の電波望遠鏡。

## 観光
掌布鎮には「中国共産党」の5文字のような模様がある巨石の蔵字石があり、2009年に一帯は中華人民共和国国家級風景名勝区に認定された。

## 交通

### 道路
- 高速道路
  - S62 余安高速道路